# Amorphophallus sylvaticus
Amorphophallus sylvaticus là một loài thực vật có hoa trong họ Ráy (Araceae). Loài này được (Roxb.) Kunth mô tả khoa học đầu tiên năm 1841.

## Hình ảnh

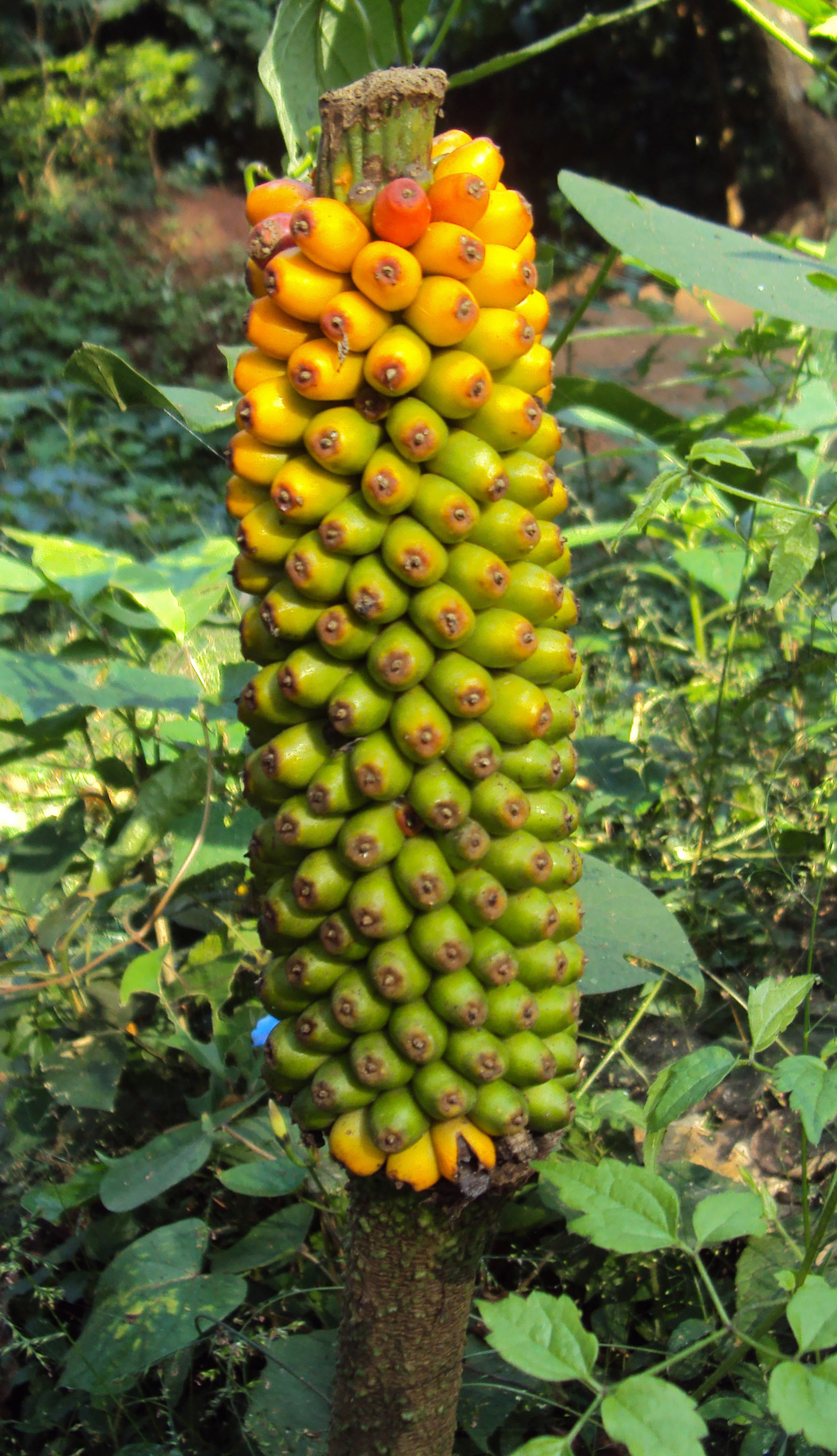
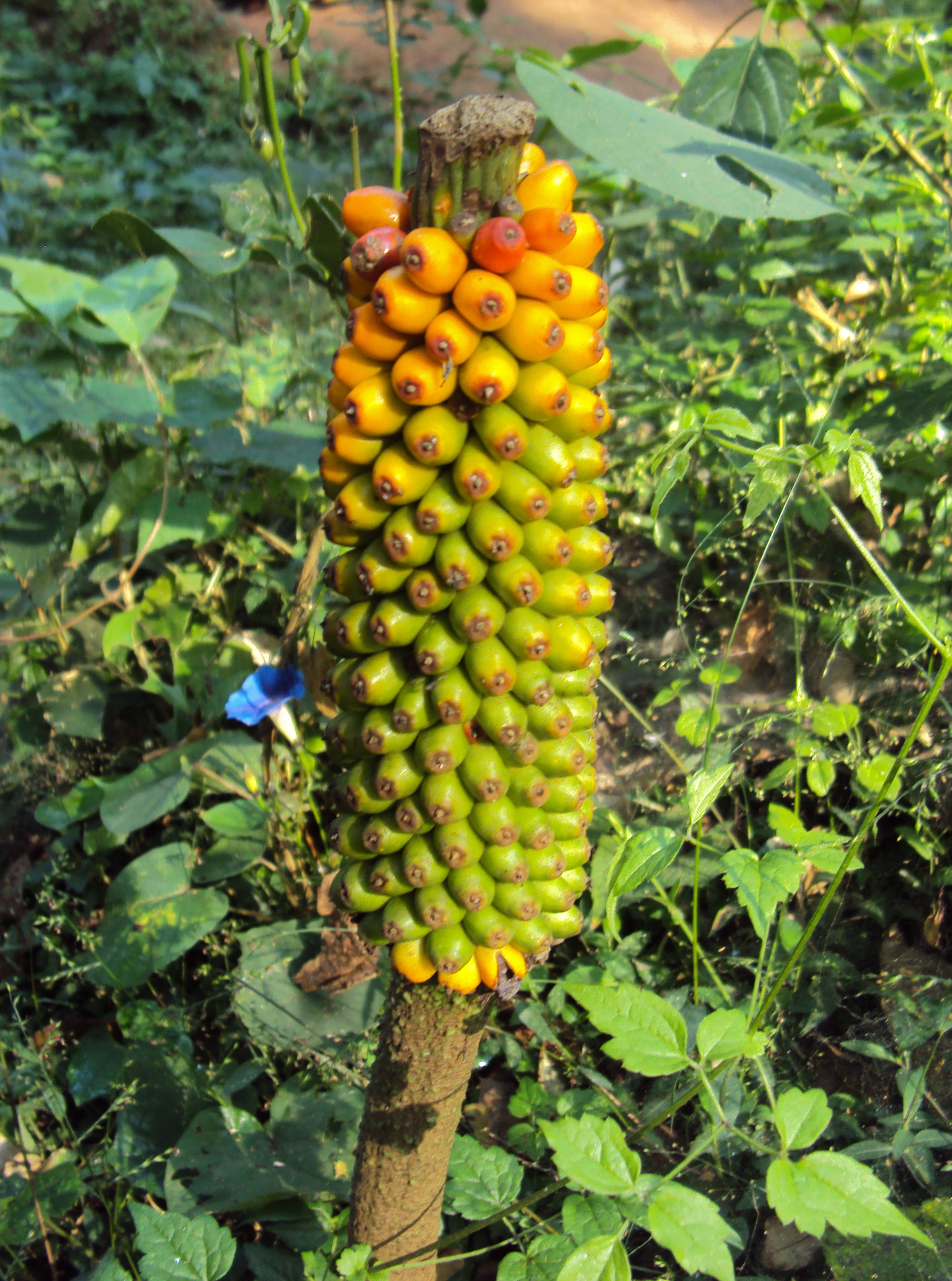
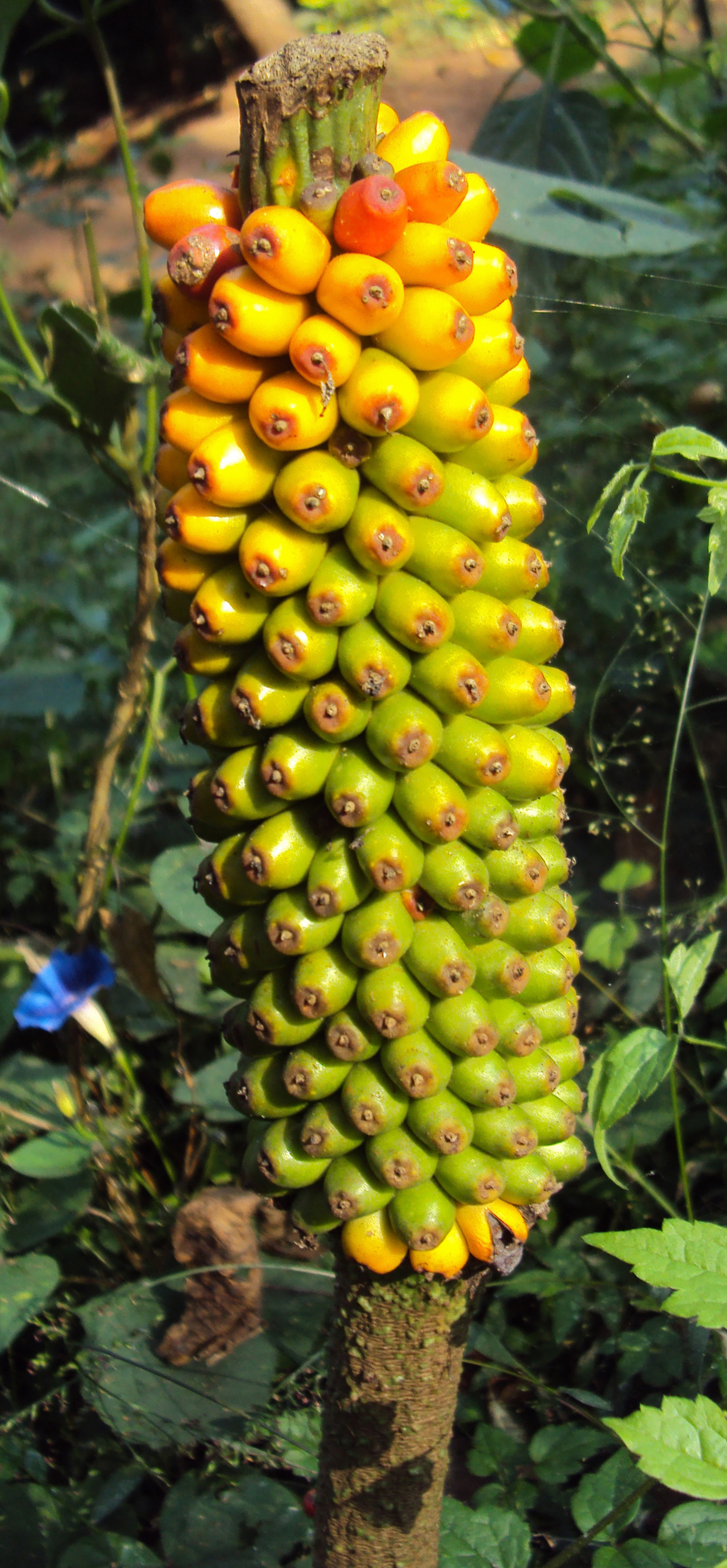
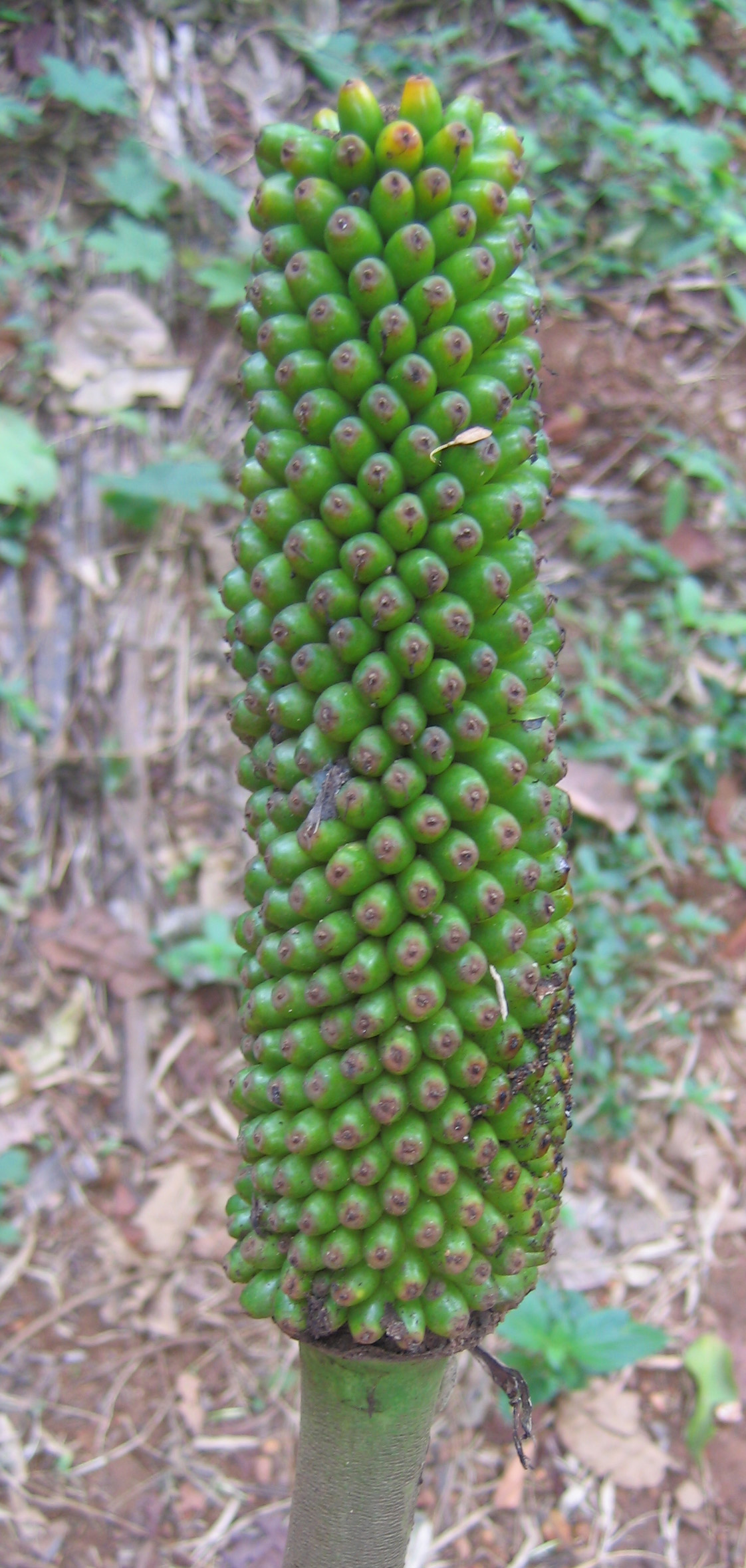